# Abdulhafiz Bueraheng
Abdulhafiz Bueraheng (tiếng Thái: อับดุลฮาฟิส บือราเฮง, sinh ngày 17 tháng 10 năm 1995), còn được biết với tên đơn giản Awae (tiếng Thái: อาแว), là một cầu thủ bóng đá người Thái Lan thi đấu ở vị trí hậu vệ trái cho câu lạc bộ ở Thai League 2 PTT Rayong.

## Sự nghiệp câu lạc bộ

### Buriram United
Vào tháng 5 năm 2016, Abdulhafiz Bueraheng chuyển từ Nara United ở Regional League Division 2 đến Buriram United tại lượt về của mùa giải 2016.